# Gunung Beureulang
Gunung Beureulang är ett berg i Indonesien.   Det ligger i provinsen Aceh, i den västra delen av landet, 1 700 km nordväst om huvudstaden Jakarta. Toppen på Gunung Beureulang är 611 meter över havet, eller 334 meter över den omgivande terrängen. Bredden vid basen är 7,5 km.
Terrängen runt Gunung Beureulang är huvudsakligen kuperad. Trakten runt Gunung Beureulang är nära nog obefolkad, med mindre än två invånare per kvadratkilometer. I omgivningarna runt Gunung Beureulang växer i huvudsak städsegrön lövskog.